# Kamil Samigullin

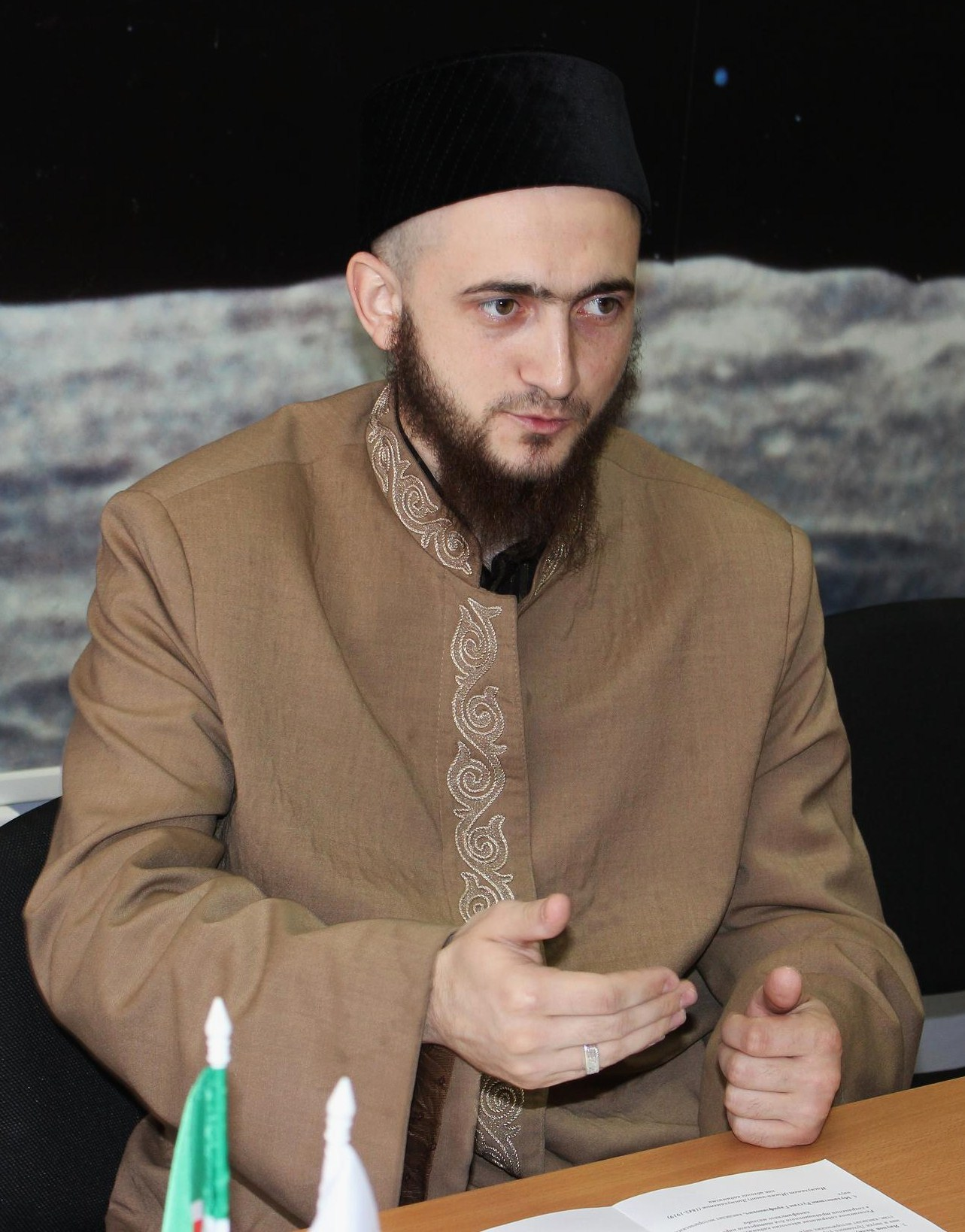
Kamil Iskanderowitsch Samigullin

Kamil Iskanderowitsch Samigullin (russisch Камиль Искандарович Самигуллин / Kamil' Iskanderovič Samigullin; geb. 22. März 1985, Krasnogorski, Swenigowo, ASSR der Mari, Russische SFSR, Sowjetunion, heute Russland) ist seit April 2013 der Vorsitzende der Geistlichen Verwaltung der Muslime der Republik Tatarstan und damit Großmufti von Tatarstan und die zentrale Figur des dortigen Islams. Er ist ein Vertreter der Maturidi-Schule und Mitglied der Internationalen Union Muslimischer Gelehrter. Als Nachfolger von Ildus Faisow ist er der bisher jüngste Mufti in der Geschichte Tatarstans. Der Sitz seines Muftiats, des sogenannten Muftiats von Kasan bzw. Kasaner Muftiats (Kasanski muftijat / Казанский муфтият), ist in der Stadt Kasan in der Lobatschewski-Straße Nr. 6.
Seine islamische Ausbildung erhielt er an der Medrese Muchammadija in Kasan, der Nordkaukasischen Islamischen Universität in Machatschkala (Dagestan), der Medrese der İsmail-Ağa-Gemeinde in Istanbul und der Russischen Islamischen Universität in Kasan. Neben Tatarisch und Russisch spricht er Türkisch und Arabisch.
Der Website eng.islam-today.ru zufolge erwarb er Lehrerlaubnisse mit Isnāds aus zwei islamischen Rechtsschulen (madhhab), der hanafitischen und der schāfiʿitischen. 2014 kandidierte er erfolglos zur Wahl in die Gesellschaftliche Kammer Russlands. Bei seiner Wahl zum Großmufti setzte er sich gegen zwei andere Kandidaten durch.
Gemäß dem Islamexperten Malaschenko verwendet Mufti Samigullin im interreligiösen Dialog bei der Beschreibung der Hizb ut-Tahrir oftmals „milde“ Ausdrücke.
Zur aktuellen Bedeutung des Islams in Tatarstan weist Samigullin auf die rasche Expansion islamischer Sichtbarkeit im Lande hin: „20 Moscheen hatte Tatarstan noch vor 25 Jahren, heute sind es 1500.“
2016 wurde Samigullin Direktor der Medrese Muchammadija in Kasan.